# ادی فاچ
ادی فاچ (۹ اوت ۱۹۱۱ – ۱۰ اکتبر ۲۰۰۱) مربی بوکس آمریکایی بود.
در میان مبارزات تمرینی او جو فریزیر، کن نورتون لری هولمز و تراور بربیک چهار نفر از پنج مردی که موفق به شکست محمد علی کلی شدند تعلیم دیدند.